# Mandevilla alexicaca
Mandevilla alexicaca là một loài thực vật có hoa trong họ La bố ma. Loài này được (Mart. ex Stadelm.) M.F. Sales mô tả khoa học đầu tiên.